# Shnogh
Shnogh (en arménien Շնող) est une communauté rurale du marz de Lorri en Arménie. En 2008, elle compte 3 100 habitants.
Près de la localité se trouve la citadelle de Kaytson, datant probablement du IXe siècle.